# Beppe Kessler
Beppe Kessler (Amsterdam, 9 januari 1952) is een Nederlands beeldend kunstenaar: textielkunstenaar, kunstschilder en sieraadontwerper.

## Biografie
Kessler is opgeleid als textielontwerper aan de Gerrit Rietveld Academie (1974-1979) te Amsterdam en was aanvankelijk vooral bekend als textielkunstenaar; daarna richtte zij zich op de vervaardiging van schilderijen en sieraden. Vanaf 1981 maakt zij naast autonoom werk sieraden met ongebruikelijke, goedkope en vergankelijke materialen als elastiek, papier, spinakerdoek en pvc, al heeft zij geen opleiding tot sieraadontwerper genoten. Sinds 2002 werkt Kessler veel met balsahout, alsook met vilt, perspex, albast en pyriet. In 2000 stopte Kessler met het werken met textiel. Kessler maakt bij de vervaardiging van sieraden gebruik van technieken als zagen, boren, branden, schuren, borduren, schilderen en rijgen. Sieraden hoeven wat betreft Kessler -die vooral broches en halssieraden vervaardigt- niet per se draagbaar te zijn.

### Familie
Kessler is een lid van de familie Kessler zoals opgenomen in het Nederland's Patriciaat en een dochter van Geldolph Adriaan Kessler (1916-2002) en van Nicolette Cornelia Hermina Leemans (1918-2016). Haar partner is Gijs van der Ham, conservator bij het Rijksmuseum te Amsterdam.

## Prijzen (selectie)
- 1997 - Herbert Hofmann-Preis
- 2009 - Herbert Hofmann-Preis[1]

## Opdrachten (selectie)
- 1993 - Nederlandsche Bank, Amsterdam[1]
- 1994 - Provinciehuis, Lelystad[1]
- 2002 - ING[1]
- 2005 - NS[1]

## Tentoonstellingen
- 2011 - Beppe Kessler, Villa Bengel, Idar-Oberstein
- 2014 - Beppe Kessler, Stones and notes, Galerie Rob Koudijs, Amsterdam